# 설레스트 (가수)
설레스트 에피퍼니 웨이트(Celeste Epiphany Waite, 1994년 5월 5일 ~ )는 영국의 싱어송라이터로, 흔히 설레스트(Celeste)로 잘 알려져 있다. BBC 사운드 오브 2020 우승자이다.

## 음반 목록

### 정규 앨범
- Not Your Muse (2020)

### EP
- The Milk & the Honey (2017)
- Lately (2018)